# Осаму Шимомура
Осаму Шимомура (на японски: 下村 脩; роден на 27 август 1928 г.) е японски учен, работил в САЩ в областта на органичната химия и морската биология, лауреат е на Нобеловата награда по химия за 2008 г. за откриване и развиване на зеления флуоресцентен белтък заедно с Роджер Циен и Мартин Чалфи.

## Биография
Осаму Шимомура е роден в град Фукутияма (префектура Киото). Израства в Манджурия и Осака, където служи баща му, който е офицер в японската армия. По-късно семейството му се премества в град Исахая. Шимомура завършва фармацевтика през 1951 г. в Нагазаки и след това е четири години асистент във фармацевтичния отдел на университета Нагасаки. През 1955 г. се премества в лабораторията на университета Нагоя. Защитава дисертация през 1960 г. От 1960 г. живее и работи в САЩ.